# نیروی زمینی انقلابی کوبا
ارتش انقلاب کوبا (اسپانیایی: Ejercito Revolucionario‎) نیروی زمینی زیرمجموعه نیروهای مسلح انقلاب کوبا است، که در سال ۱۹۵۹ تأسیس شد.